# Jodis nepalica
Jodis nepalica är en fjärilsart som beskrevs av Inoue 1987. Jodis nepalica ingår i släktet Jodis och familjen mätare. Inga underarter finns listade i Catalogue of Life.